# 謹妃李氏
謹妃李氏（근비이씨；？—？），是高丽王朝禑王的謹妃，高丽昌王的母亲。出自固城李氏，判開城府事李琳之女。
禑王五年（1379年）四月，冊封李氏爲謹妃。妃府为厚德府，李琳为鐵城府院君。母亲为卞韓國夫人，祖母为三韓國大夫人。禑王六年（1380年）生王子王昌。
禑王十四年（1388年）六月，李成桂威化岛回军，废黜禑王，立王昌为王。昌王元年（1389年），昌王也被废黜，李琳流放到忠州去世，禑王和昌王父子被杀。
朝鲜王朝把禑王、昌王作为辛旽的后代，禑王的妃嫔包括謹妃李氏都没有列入《高麗史》后妃传。